# 해남 약수사 불교전적
해남 약수사 불교전적은 대한민국 전라남도 해남군 해남읍 약수사에 있는 조선시대의 불교 책이다. 2015년 8월 6일 전라남도의 유형문화재 제322호로 지정되었다.

## 개요
해남 약수사 불교전적(藥修寺 佛敎典籍)은 '대불정여래밀인수증료의보살만행수능엄경 권1~4(大佛頂如來密因修證了義諸菩薩萬行首楞嚴經 卷一~四)' 등 7책의 불교 전적이다. 조선시대 임진왜란 이전에 간행된 귀중 희귀본 불서로 서지학적으로나 불교사상사적 측면에서 귀중한 자료이다.

## 참고 문헌
- 해남약수사불교전적 - 국가유산청 국가유산포털